# Korsische Mafia
Die Korsische Mafia ist ein Überbegriff für verschiedene kriminelle Banden, die sich aus Korsen zusammensetzen. Das hauptsächliche Operationsgebiet der korsischen Mafia sind die Insel Korsika und das östliche Südfrankreich (Marseille, Côte d’Azur). Enge Verbindungen bestehen sowohl zur französischen Unterwelt als auch zur italienischen Mafia. Neben dem Waffen-, Drogen- und Menschenhandel ist die korsische Mafia auch im Bereich der Abfallentsorgung und im Immobiliensektor tätig.

## Geschichte
Historische Wurzeln haben die Mafia-Organisationen im alten Clan-System der Korsen. Seit jeher bekriegten einander Großfamilien auf der Insel, um eigene Ansprüche zu wahren oder durchzusetzen, wobei das Gesetz der Blutrache galt. Auch das Banditentum hat eine lange Tradition auf Korsika, wobei kriminelle Banditen sich ins Hochland der Insel zurückzogen und die Bevölkerung terrorisierten. Zwischen 1818 und 1852 kosteten Auseinandersetzungen mit Banditen knapp 4500 Korsen das Leben. Das alte Banditentum schwächte sich im 20. Jahrhundert durch staatliche Maßnahmen ab.
Die moderne korsische Mafia entstand gegen Ende des 19. Jahrhunderts unter Korsen in Südfrankreich. Banden unter der Führung von Paul Carbone und François Spirito begannen Prostitution und Glücksspiel in der Stadt Marseille zu beherrschen und bauten enge Beziehungen zur Politik auf. Auch der illegale Schmuggel über den Hafen von Marseille und der Drogenhandel wurden zu lukrativen Betätigungsfeldern. Erste Heroinlabore entstanden in den 1930er Jahren.

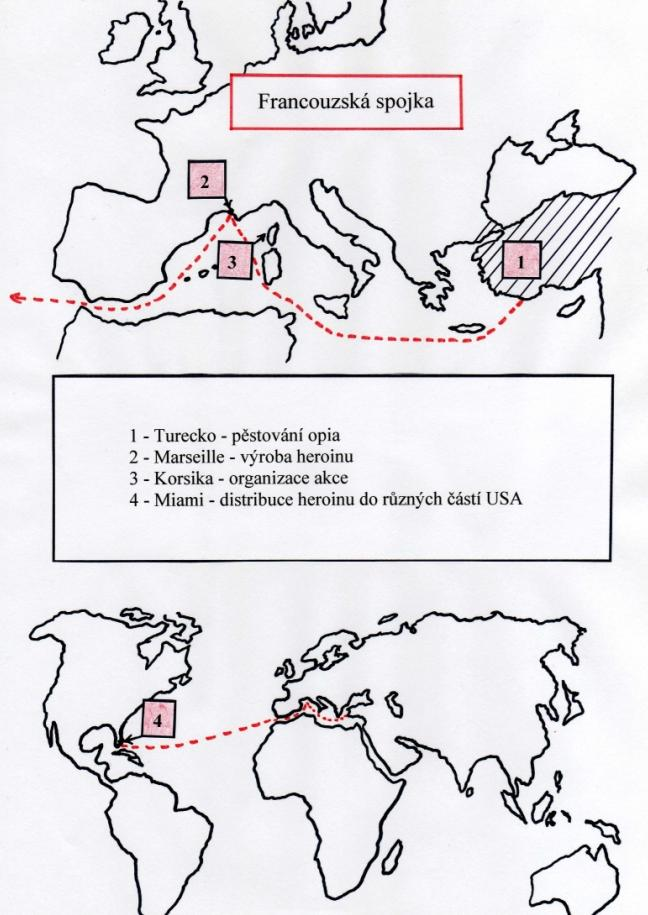
Drogenschmuggel der French Connection

Die Deutsche Besetzung Frankreichs im Zweiten Weltkrieg führte zu einer Spaltung der Mafia. Die Verbrecherbosse der Vorkriegszeit in Marseille, Carbone und Spirito, arbeiteten eng mit der Milice française in Vichy-Frankreich und der Gestapo zusammen. Die unter der Führung der Brüder Antoine und Barthélémy Guerini (Spitzname „Mémé“) stehenden Teile der korsischen Mafia schlugen sich auf die Seite der antikommunistischen SFIO-Fraktion der französischen Résistance. 
Nach dem Ende des Krieges arbeiteten die Guerini-Brüder mit dem französischen Staat zusammen und erhielten Unterstützung von der CIA,⁣⁣ um die Übernahme des Hafens von Marseille durch kommunistische Gewerkschafter zu verhindern. In den 1950er/1960er Jahren genossen die Guerini-Brüder in Marseille Straffreiheit. Sie schmuggelten Opiate aus Französisch-Indochina mit Hilfe der Messageries Maritimes, einer französischen Handelsreederei, bis die französische Kontrolle über Indochina verloren ging; danach wurde die Türkei zum wichtigsten Lieferanten für den Drogenhandel.
In der Nachkriegszeit etablierte sich auch ein blühender Drogenhandel mit Nordamerika. Korsische Banden transportierten Schlafmohn aus der Türkei nach Marseille, wo er zu Heroin verarbeitet wurde. Schließlich wurde die fertige Ware über den Hafen von Marseille nach Nordamerika geschmuggelt, wobei die Behörden ein Auge zudrückten. Von den 1960er bis zu den frühen 1970er Jahren wurden die wichtigsten korsischen Gruppen des organisierten Verbrechens von den amerikanischen Strafverfolgungsbehörden unter dem Namen Unione Corse zusammengefasst. In dieser Zeit organisierten sie die French Connection, eine massive Heroinhandelsoperation mit Sitz in Marseille, die an die amerikanische und italokanadische Mafia verkaufte.
Die French Connection wurde Anfang der 1970er Jahre von den französischen und amerikanischen Behörden im Rahmen des 1971 von US-Präsident Richard Nixon eingeleiteten „Krieg gegen die Drogen“ zerschlagen. Der französische Richter Pierre Michel, dessen Ermittlungen entscheidend zur Zerschlagung des Drogenhandels in Südfrankreich beitrugen, wurde 1981 in Marseille ermordet.
In den 1980er Jahren wurden korsische Banden zunehmend auf ihrer Heimatinsel aktiv, wo sie sich besonders ins Baugewerbe einmischten. Teile der Bauwirtschaft wurden infiltriert, darunter die lukrative Tourismusbranchezum Zweck der Geldwäsche.
Im Jahr 1991 wurden bei einem Banküberfall auf die UBS in Genf 31 Millionen Schweizer Franken entwendet. Hinter dem Überfall soll die korsische Mafiagruppe Brise de mer stehen. Die Täter wurden nie gefasst.
2006 begann ein Bandenkrieg zwischen der im Norden Korsikas dominanten Brise de mer und der im Süden der Insel vorherrschenden Gruppe Petit Bar. Durch zahlreiche Morde wurde Brise de mer letztlich geschwächt. Im Jahr 2008 gab es 28 Morde auf Korsika; Korsika gehört in Europa zu den Regionen mit der höchsten Mordrate. Die Rate der Kleinkriminalität ist hingegen niedrig, da die Mafia den auch für sie lukrativen Tourismus (siehe oben) nicht gefährden will.
Im November 2012 wurde der Staatsanwalt Antoine Sollacaro erschossen. Die französische Regierung hatte zuvor angekündigt, Recht und Ordnung auf der Insel durchsetzen zu wollen. Es war der 15. Auftragsmord dieses Jahres.

## Struktur
Es soll 2025 auf Korsika 20 bis 25 kriminelle Banden geben, die jeweils rund ein Dutzend Mitglieder haben. Mafiagruppen sollen über gute Kontakte zu Sicherheitsbehörden und Politik verfügen. Bekannte Gruppen der korsischen Mafia sind die Venzolasca-Bande (nach dem Dorf Venzolasca im Norden Korsikas benannt, aus dem wichtige Mitglieder der Bande stammen), die als Nachfolger der Brise de Mer gelten. Petit Bar aus der Gegend von Ajaccio und die korsische Mafia aus Marseille sind ebenfalls weiterhin aktiv.
Das Ende der French Connection führte zur Zerschlagung der korsischen Clans, die in den Heroinhandel mit Nordamerika verwickelt waren. Die Geschäfte der korsischen Mafia setzten sich jedoch in verschiedenen illegalen Aktivitäten fort (Überfälle, Schutzgelderpressung, Casinos und illegale Spielautomaten, Drogengeschäfte und Prostitution).

## Bekannte korsische Mafiosi
- Paul Carbone
- Marcel Francisci
- François Marcantoni
- Paul Mondoloni
- Auguste Ricord
- Lucien Sarti
- François Spirito